# ذا فيرج
ذا فيرج (بالإنجليزية:  The Verge)‏ هو موقع أمريكي انطلق في عام 2011، مقره في مانهاتن، نيويورك، مختص في الصحافة التكنولوجية. المالك والمؤسس للموقع هي شركة فوكس ميديا. حصد ذا فيرج 5 جوائز ويبي، جائزة لأفضل تطبيق أخبار، وجائزة لأفضل كتابة، وجائزة لأفضل تصميم بصري، وجائزة أفضل موقع للمنتجات الإلكترونية، وجائزة أفضل بودكاست. يقوم فريق الموقع بإنتاج الفيديوات، والمقالات وكتابة الأخبار المتعلقة بالتقنية.